# Théodore Rivière
Auguste Louis Théodore Rivière (Tolosa, 14 settembre 1857 – Parigi, 9 novembre 1912) è stato uno scultore francese.

## Biografia
Théodore Rivière giunse a Parigi all'età di diciotto anni e seguì per un po' di tempo le lezioni della scuola delle belle arti. Debuttò al Salone del 1878 e, nello stesso anno, nello studio di Antonin Mercié.
I suoi maestri furono François Jouffroy, Alexandre Falguière e Antonin Mercié. Théodore Rivière è noto soprattutto per il suo gruppo crisoelefantino Salambò e Matho (Salammbô chez Mâtho).
Nel 1887, egli fece un viaggio in Algeria che gli fornì delle idee artistiche. Tre anni dopo, venne invitato da un amico a Tunisi, dove il residente generale gli commissionò un busto del bei della città. Stupito da questo paese, dai suoi paesaggi, dai suoi usi, dai suoi costumi, e ispirato dall'opera Salambò di Gustave Flaubert, egli creò l'Ultimum Feriens e Salambò e Matho, due opere che fecero scalpore quando le espose a Parigi. Grazie a questo successo, il piccolo gruppo Salambò e Matho verrà copiato, all'alba del ventesimo secolo, in vari esemplari calchelefantini (in bronzo e avorio), in bronzo e in porcellana Biscuit.

### Onorificenze
Théodore Rivière venne nominato cavaliere dell'ordine nazionale della Legion d'onore tramite un decreto del 10 agosto del 1899 e venne promosso a ufficiale dello stesso ordine tramite un decreto dell'11 ottobre del 1906. Fu anche un commendatore dell'ordine della Gloria (Nīšān al-Iftikār).

## Opere
- La Musique, 1878
- Djinns, 1885

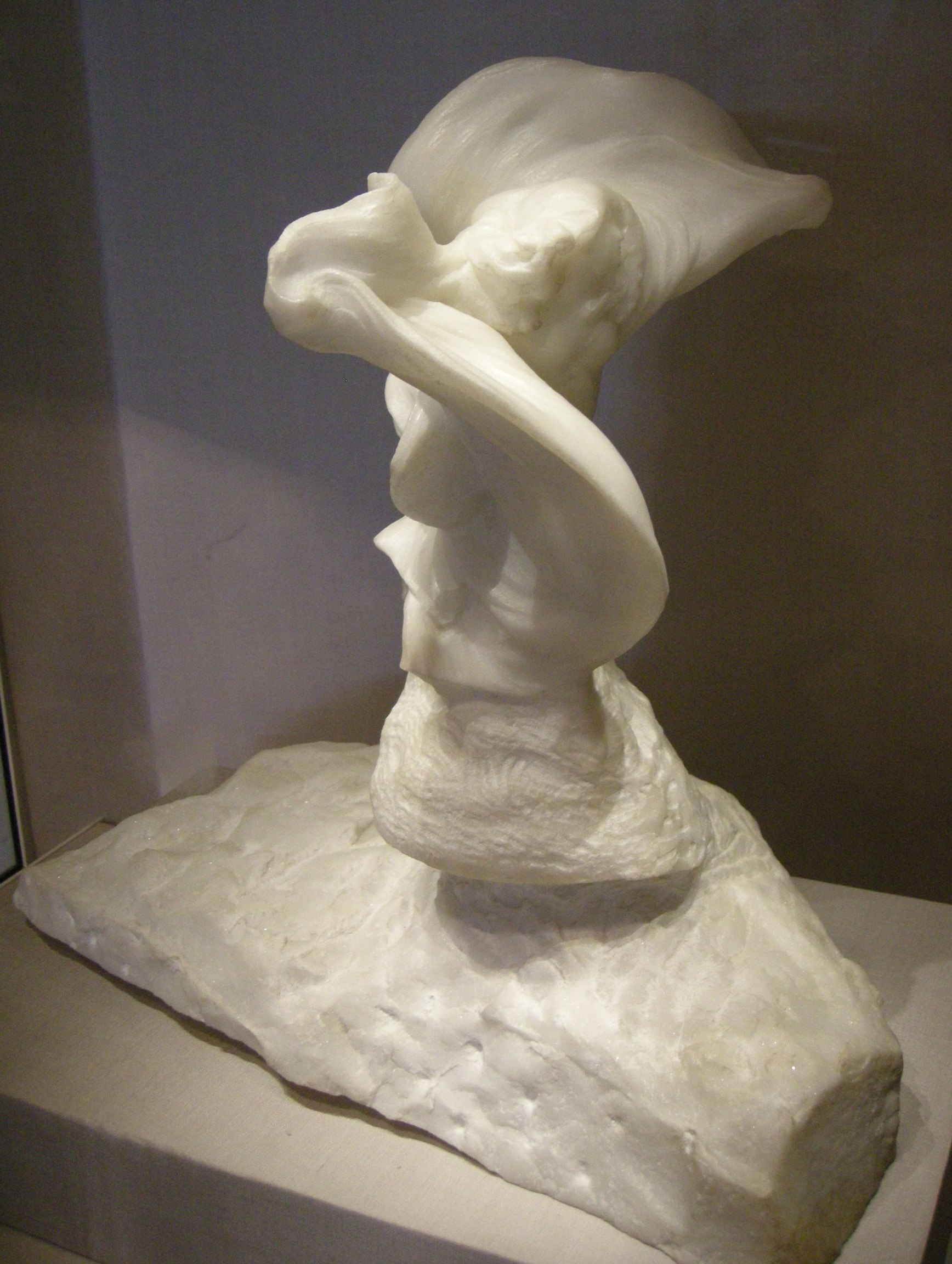
Loïe Fuller, 1898 circa, palazzo della Legion d'onore, San Francisco

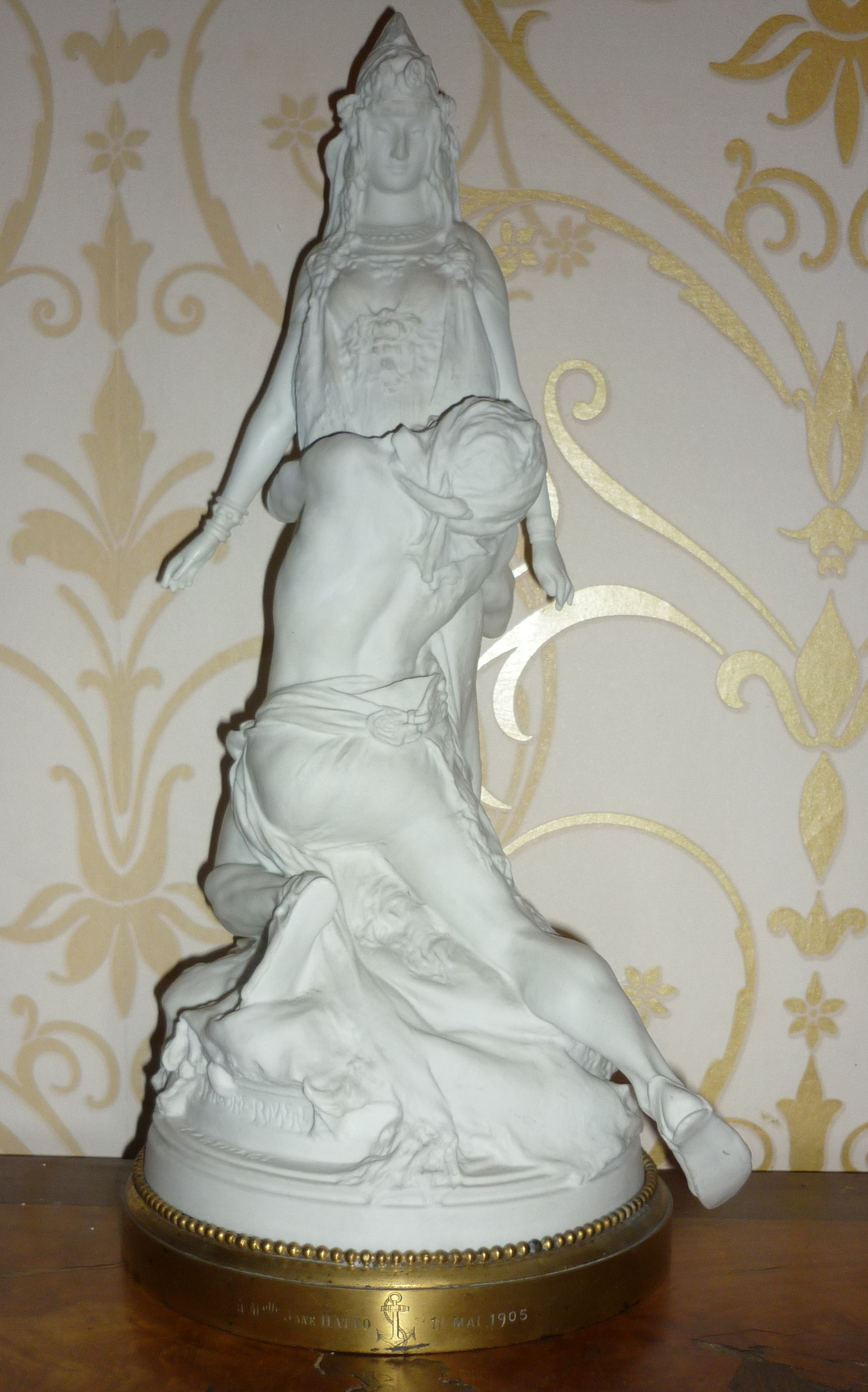
Salambò e Matho, piccolo gruppo in biscuit di Sèvres, 1904, collezione privata

- Buste du Bey de Tunis, 1891, Palais Marsa
- Ultimum Feriens
- Brodeuse Tunisienne, 1893, Museo d'Orsay
- Salambò e Matho, 1895, Museo d'Orsay[3]
- Armand Silvestre, 1897, gesso, Museo d'Orsay
- Madame Paul Jamot, 1897, Museo d'Orsay
- Portrait de Mme Pujol, 1897
- Le Vœu, 1897
- Charles VI et Odette, 1897
- La Vierge de Sunnam, 1900
- Le Gui, 1900
- Than-Thaï, 1905
- Phryné, 1905
- Adam et Ève, 1905
- La Raison, 1905
- Élie Metchnikoff, collezioni Louis Pasteur
- Le Professeur Labbé
- La Comédienne Berthe Cerny
- L'Écrivain Jules Claretie
- Monumento a Federico Mistral, 1909, Arles[5]
- Monument à la France, 1910, Hanoi
- Roghi prisonnier amené à Fez, 1910
- Re Sisovath, 1910, Phnom Penh,[6] museo nazionale della Cambogia
- Mme La Comtesse Récopé, 1911
- La Tragédie
- Statuette di Mariani, Mistral, Pasteur, Doumer, Clarelie
- Atilla et sa horde de huns

## Galleria d'immagini

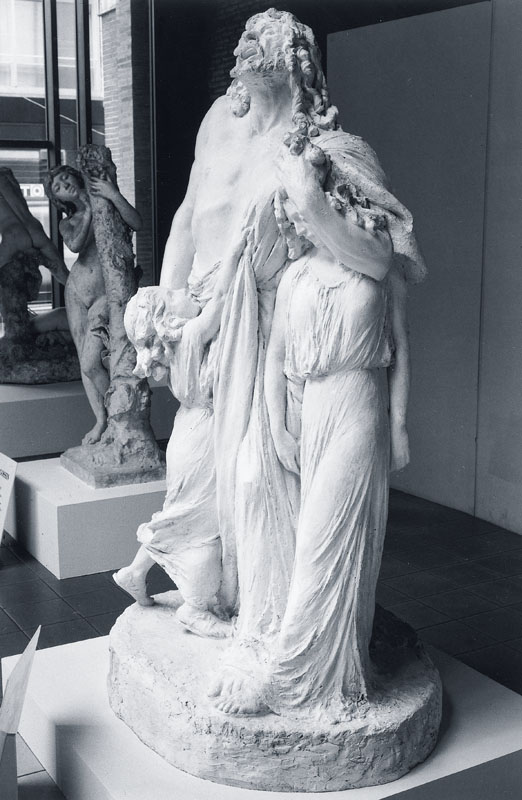
Oedipe et l'exode, 1901-1925, Musée des Augustins di Tolosa
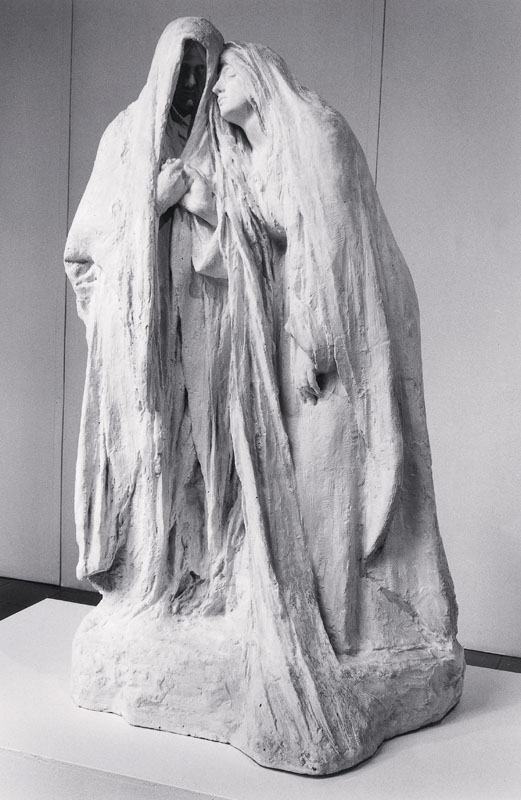
Les Deux Douleurs, 1903, Musée des Augustins di Tolosa
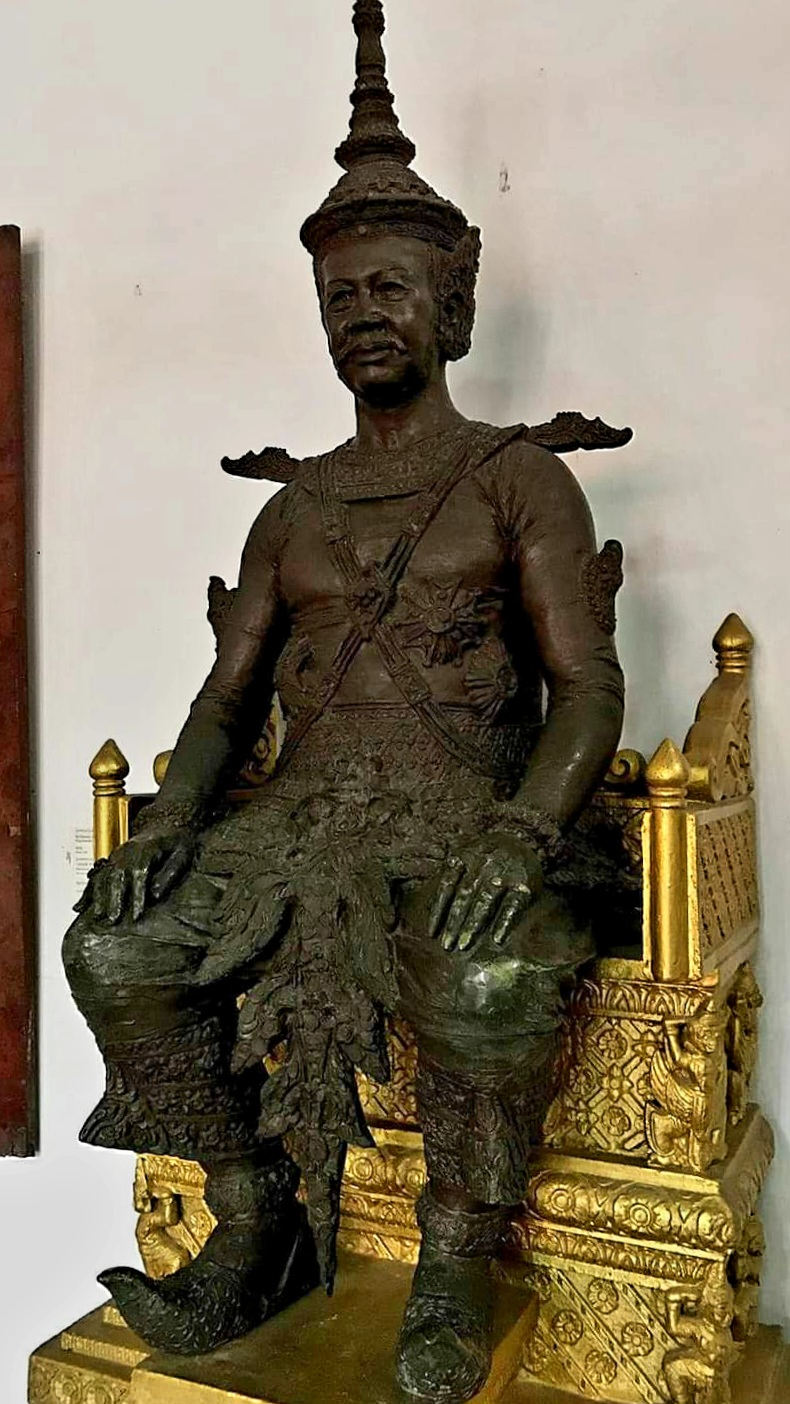
Re Sisovath, 1910, museo nazionale della Cambogia di Phnom Penh